# Poecilonota ferrea
Poecilonota ferrea är en skalbaggsart som först beskrevs av Melsheimer 1845.  Poecilonota ferrea ingår i släktet Poecilonota och familjen praktbaggar. Inga underarter finns listade i Catalogue of Life.